# Pseudoprionopeltis martini
Pseudoprionopeltis martini är en mångfotingart som beskrevs av Carl 1902. Pseudoprionopeltis martini ingår i släktet Pseudoprionopeltis och familjen Dalodesmidae. Inga underarter finns listade i Catalogue of Life.